# Palouses
Pour les articles homonymes, voir Palouse et Palus (homonymie).

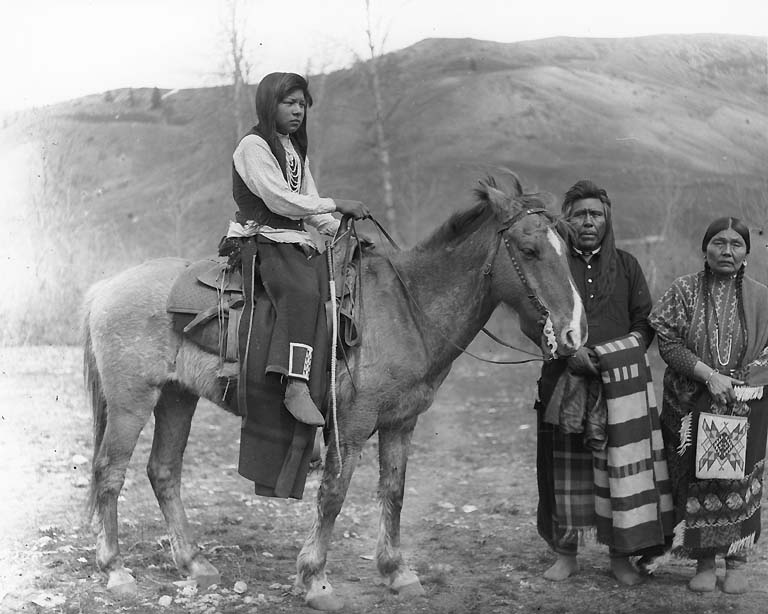
Famille Palouse.

Les Palouses ou Palus sont un peuple amérindien des États-Unis.

## Histoire
La tribu appartient au groupe linguistique des Sahaptins. Les membres de la tribu vivaient sur le plateau du Columbia dans ce qui est devenu l'est de l'État de Washington, le nord-est de l'Oregon et le centre-nord de l'Idaho. Dans cette zone s'écoulent le fleuve Columbia, la rivière Snake et la rivière Palouse.
Ce peuple vivait en nomade en suivant les sources de nourriture au fil des saisons. Ils se nourrissaient de la cueillette, de la chasse et de la pêche. Dans la région vivaient aussi les tribus des Nez-Percés, Wanapums, Walla Walla et des Yakamas.
En octobre 1805, les membres de l'expédition Lewis et Clark rencontrèrent la tribu. Les membres de la tribu étaient de très bons cavaliers et la race de cheval Appaloosa pourrait tirer l'origine de son nom de la tribu. Des milliers de chevaux de la tribu furent exterminés durant les guerres indiennes après le milieu du XIXe siècle pour affaiblir les tribus locales.